# George Calnan
George Calnan (18. ledna 1900, Boston – 4. dubna 1933, Barnegat Township, New Jersey) byl americký důstojník námořnictva a šermíř.
Pronesl olympijský slib v roce 1932 v Los Angeles. Zemřel při nehodě vzducholodi USS Akron (ZRS-4).